# Acuerdo de Madrid sobre Terrorismo
El Acuerdo de Madrid sobre Terrorismo o Pacto de Madrid hace referencia al acuerdo alcanzado en el Congreso de los Diputados de España el 5 de noviembre de 1987 para coordinar y poner fin a la violencia de la organización terrorista Euskadi Ta Askatasuna.
El acuerdo fue firmado por la mayoría de los grupos parlamentarios presentes en la cámara: Partido Socialista Obrero Español, Alianza Popular, Centro Democrático y Social, Convergencia i Unió, Partido Nacionalista Vasco, Partido Demócrata Popular, Partido Liberal, Partido Comunista de España y Euskadiko Ezkerra.
Un año después, se firmarían el Pacto de Ajuria Enea y el Pacto de Navarra, en ambas comunidades autónomas, con un contenido y objetivos similares.

## Contenido
En síntesis, el acuerdo señalaba:
1. Apoyar la resolución sobre la violencia aprobada por el Parlamento Vasco el 14 de marzo de 1985.
2. El pleno respaldo al Estatuto de Autonomía del País Vasco, apostando por su pleno desarrollo como el marco de resolución de los conflictos y de la convivencia democrática en el País Vasco.
3. Condenaba el asesinato, la extorsión económica y cualesquiera otras formas de violencia o intimidación, como métodos de una pretendida acción política.
4. Rechazaba la legitimidad de ETA para negociar políticamente y poder expresar la voluntad del Pueblo Vasco.
5. Declaraba como únicos interlocutores en los problemas del País Vasco a los partidos políticos con representación parlamentaria, el Gobierno Vasco y el Gobierno del Estado.
6. Señalaba como necesario:
  1. Revisar la legislación antiterrorista y derogarla en su caso.
  2. Fomentar un espacio europeo de lucha contra el terrorismo como método más eficaz en todos los terrenos.
  3. Mantener contactos interpartidarios en lo sucesivo para afrontar las causas del terrorismo y ofrecer soluciones.
7. Hacer un llamamiento a las entidades y asociaciones del País Vasco y a los medios de comunicación para fomentar y cultivar la tolerancia, el respeto y la no violencia y ayudar a erradicar el terrorismo.
8. Animar al Gobierno Vasco, y al lehendakari (José Antonio Ardanza), a suscribir un acuerdo de similares caracetrísticas en el País Vasco (Pacto de Ajuria Enea).
9. Emplazaba a ETA, de modo formal, para que abandone definitivamente las armas y acepte las vías que el sistema democrático arbitre para superar las consecuencias sociales y políticas de la violencia.

## Firmantes
La ratificación del acuerdo parlamentario se produjo el 8 de noviembre, dos días después, por los máximos representantes de los partidos firmantes, y del Presidente del Gobierno, Felipe González. El documento fue debatido durante ocho horas, y firmado el 5 de noviembre por Txiki Benegas (PSOE), Arturo García Tizón (AP), José Ramón Caso (CDS), Josep María Trias de Bes (CIU), Iñaki Anasagasti (PNV), Íñigo Cavero (PDP), Antonio Jiménez Blanco (Partido Liberal), Enrique Curiel, Juan Francisco Pla y Felipe Robledo (PCE) y Juan María Bandrés (Euskadiko Ezkerra). Herri Batasuna no participó, si bien estuvo interesada en el acuerdo y el día anterior se reunió su dirigente, Jon Idigoras, con Enrique Curiel, del Partido Comunista. Sin embargo las versiones de la reunión fueron muy distintas entre ambas partes: mientras el Partido Comunista sostenía el acuerdo, Herri Batasuna comunicaba, a través de Tasio Erkizia, que ambas partes consideraban que se necesitaban medidas políticas y no policiales. El PCE decidió no desvelar las conversaciones, y firmó el documento. Eusko Alkartasuna consideró que el acuerdo debería haber sido tomado en el País Vasco y, después, ratificado en el Congreso de los Diputados.

## Contexto
El acuerdo fue, en realidad, una asunción de la declaración del Parlamento Vasco de marzo de 1985 sobre la situación de violencia en el País Vasco y las medidas para hacerle frente, poco después de una fuerte reacción ciudadana contra el asesinato de un guardia civil en Ordizia y la detención de Santiago Arróspide Sarasola, Santi Potros. El ambiente en el País Vasco era de superación de la dicotomía entre medidas policiales y políticas, que en otras ocasiones habían tensionado las reacciones frente a atentados y cuales eran las medidas más convenientes a tomar. Por otro lado, el gobierno de España, bajo la presidencia de Felipe González, se encontraba en pleno proceso de conversaciones con ETA en Argel (Conversaciones de Argel). Los negociadores pondrían encima de la mesa a ETA el Pacto de Madrid como una baza de unidad para el fin de la violencia a cambio reabrir los contactos y ofrecer la reinserción a los miembros de ETA, incluidos algunos condenados por delitos de sangre. Los medios de comunicación consideraron que esta estrategia formaba parte de un acuerdo secreto del Pacto de Madrid entre los partidos firmantes y el gobierno del Estado.
Atentado de Zaragoza
Un mes después de la firma del pacto, se produjo la reacción de ETA, que perpetró el atentado contra la casa cuartel de Zaragoza, en el que murieron 11 personas, 5 de ellas niñas de entre 3 y 7 años. Esta masacre fue interpretada como la respuesta de la organización terrorista al acuerdo alcanzado por los partidos.